# Jeroen Zweers
Pour les articles homonymes, voir Zweers.
Jeroen Zweers (en français Jérôme Zweers, né en 1627 et mort en 1696) est un poète néerlandais.

## Biographie
Né en 1627, il s'adonne avec succès à la poésie critique. Il réussit particulièrement dans le genre érotique. Il laisse deux volumes de Poésies, Amsterdam, 1737, publiées 
par son fils Cornelius Zweers, qui cultive également les muses hollandaises. On trouve dans ce recueil des Baisers qui peuvent être mis à côté de ceux de Jean Second. (voir l'Histoire anthologique de la poésie hollandaise, par de Vries, tome 1, p. 221. ).
Il meurt en 1696.